# Football Club Catanzaro 2010-2011
Questa pagina raccoglie le informazioni riguardanti il Football Club Catanzaro nelle competizioni ufficiali della stagione 2010-2011.

## Rosa
| N. |                    | Ruolo | Calciatore                  |
| -- | ------------------ | ----- | --------------------------- |
|    | Italia (bandiera)  | C     | Settembrino Basile          |
|    | Italia (bandiera)  | A     | Manfredi Beha               |
|    | Italia (bandiera)  | C     | Giuseppe Benincasa          |
|    | Italia (bandiera)  | D     | Pasquale Benincasa          |
|    | Italia (bandiera)  | C     | Davide Biondi               |
|    | Italia (bandiera)  | C     | Andrea Bove                 |
|    | Camerun (bandiera) | D     | Merlin Boyomo Landry        |
|    | Italia (bandiera)  | D     | Domenico Bronzi             |
|    | Italia (bandiera)  | C     | Serafino Capicotto          |
|    | Italia (bandiera)  | C     | Marco Carlino               |
|    | Italia (bandiera)  | C     | Andrea Carozza              |
|    | Italia (bandiera)  | C     | Fabio Catalano              |
|    | Italia (bandiera)  | D     | Natale Cavalcante           |
|    | Italia (bandiera)  | D     | Davide Cavallaro            |
|    | Italia (bandiera)  | D     | Ivano Ciano                 |
|    | Italia (bandiera)  | D     | Alessandro Cittadino        |
|    | Italia (bandiera)  | A     | Francesco Corapi            |
|    | Italia (bandiera)  | C     | Gino Critelli               |
|    | Italia (bandiera)  | D     | Fabio De Nisi               |
|    | Italia (bandiera)  | D     | Giovanni Giuseppe Di Meglio |

| N. |                   | Ruolo | Calciatore              |
| -- | ----------------- | ----- | ----------------------- |
|    | Italia (bandiera) | C     | Alessandro Ferrara      |
|    | Italia (bandiera) | A     | Gennaro Fiorentino      |
|    | Italia (bandiera) | C     | Rosario Gaglione        |
|    | Italia (bandiera) | C     | Federico Gatto          |
|    | Italia (bandiera) | A     | Marco Giampà            |
|    | Italia (bandiera) | D     | Denny Gigliotti         |
|    | Italia (bandiera) | D     | Cristian Lauteri        |
|    | Italia (bandiera) | D     | Daniele Liotti          |
|    | Spagna (bandiera) | A     | Juan Francisco Martinez |
|    | Italia (bandiera) | A     | Rocco Martorano         |
|    | Italia (bandiera) | A     | Stefano Morello         |
|    | Italia (bandiera) | P     | Antonio Mosca           |
|    | Belgio (bandiera) | C     | Joel Ngradira           |
|    | Italia (bandiera) | C     | Matteo Panetta          |
|    | Italia (bandiera) | A     | Ferdinando Perri        |
|    | Italia (bandiera) | A     | Marco Puntoriere        |
|    | Italia (bandiera) | C     | Federico Santaguida     |
|    | Italia (bandiera) | P     | Luca Scerbo             |
|    | Italia (bandiera) | C     | Andrea Scigliano        |
|    | Italia (bandiera) | P     | Alessandro Vono         |